# Hougardia

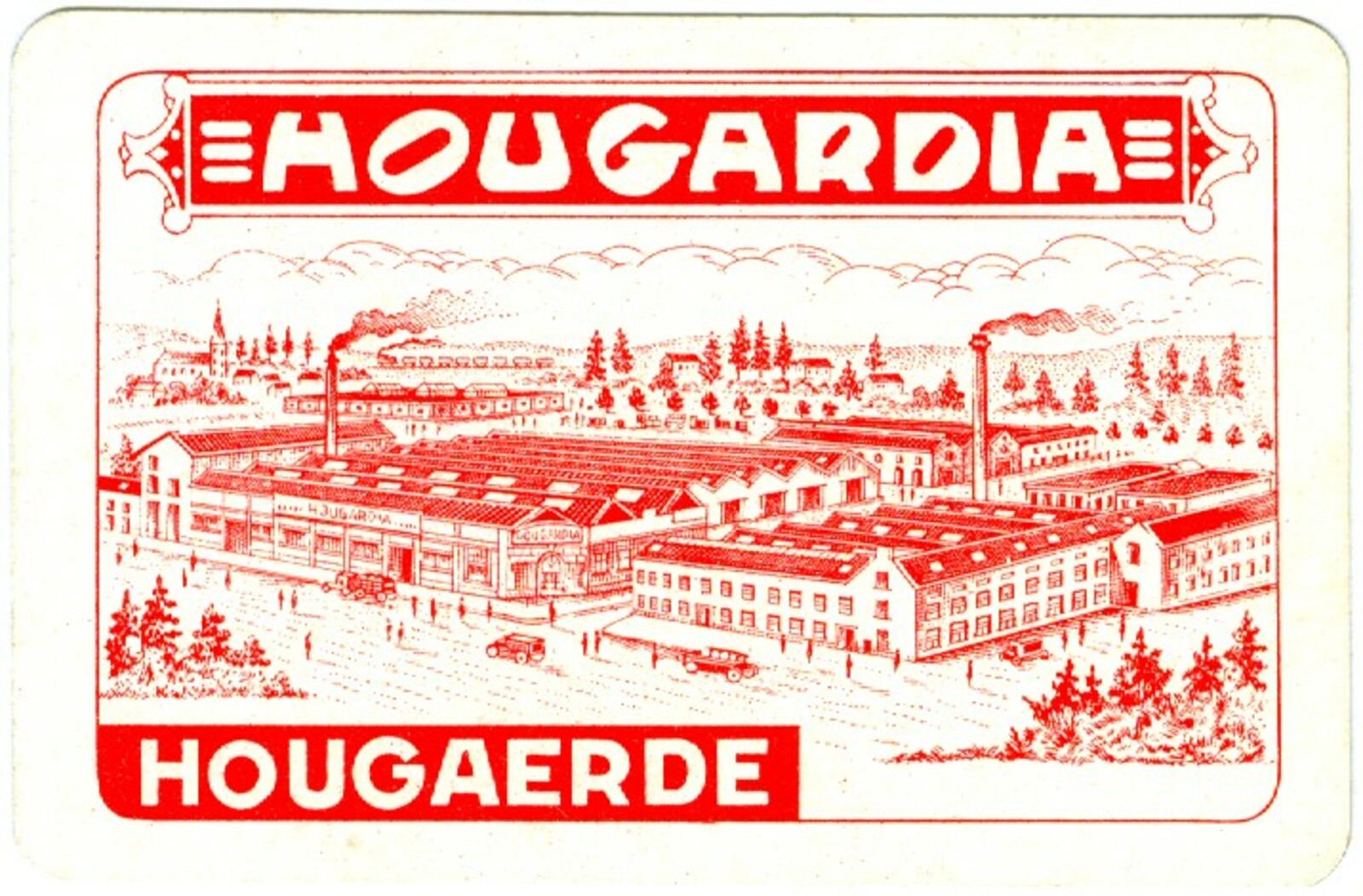
Speelkaart voor stokerij Hougardia te Hoegaarden rond 1925

Hougardia was een jeneverstokerij in de Belgische gemeente Hoegaarden.

## Geschiedenis
Vanoppen uit Brussel was eigenaar van de destillerie La Gerbe d'Or, samen met de gebroeders Loriers, brouwers uit Hoegaarden en Delfosse, eveneens uit Hoegaarden. Toen ze in 1924 hun Hoegaardse project opstartten betrokken ze Achille Lecocq hierbij. Hij was stoker en raadgever bij de Hasseltse stokerij Villers en later oprichter van het bedrijf Lecocq.
Hougardia was de naam waaronder ze bronwater, limonade, stropen, alcohol, jenever en likeuren produceerden. In de Stoopkensstraat te Hoegaarden kochten ze rond 1835 een pand, tegenover een natuurlijke waterbron. De stokerij sloot in de jaren 1960 de deuren. Een brand in 1980 vernielde de oorspronkelijke gebouwen.

## Collectie
De heemkring Hoegaards Erfgoed vzw en het Jenevermuseum te Hasselt bewaren collectiestukken in verband met deze stokerij.